# Taaningichthys
El género Taaningichthys son peces marinos de la familia mictófidos, distribuidos por aguas templadas y tropicales de todos los océanos del planeta, incluido el mar Caribe.
La longitud máxima descrita oscila entre 6'5 y 9'5 cm.
Son especies batipelágicas de aguas profundas, de comportamiento oceanódromo, realizan migraciones verticales diarias subiendo durante la noche.

## Especies
Existen tres especies válidas en este género:
- Taaningichthys bathyphilus (Tåning, 1928) - Linternilla profunda.
- Taaningichthys minimus (Tåning, 1928)
- Taaningichthys paurolychnus Davy, 1972 - Linternilla.